# 短尾深海鰩
短尾深海鰩（学名：Bathyraja brachyurops），為軟骨魚綱鰩目單鰭鰩科的一種，分布於東南太平洋智利瓦爾迪維亞和麥哲倫海峽至西南大西洋阿根廷和福克蘭群島海域，深度81至313公尺，體長可達103公分，棲息在大陸棚及大陸坡沙泥底質海域，為深海底棲性魚類，卵生，雌魚會產下帶有角的長方形卵囊，屬肉食性，生活習性不明。